# Райс, Глен (младший)
Глен Энтони Райс младший (англ. Glen Anthony Rice, Jr., род. 1 января 1991 года) — американский профессиональный баскетболист, выступающий за венесуэльскую команду «Кокодрилос де Каракас». На студенческом уровне он выступал за баскетбольную команду Технологического университета Джорджии «Джорджия Тек Йеллоу Джекетс», однако был отчислен из команды во время сезона 2011/12 годов. Уйдя из университета он стал выступать за клуб Лиги развития НБА «Рио-Гранде Вэллей Вайперс», с которым в 2013 году завоевал чемпионский титул. Он был выбран на драфте НБА 2013 года клубом «Филадельфия Севенти Сиксерс» и в тот же день обменян в «Вашингтон Уизардс». За два сезона в «Уизардс» Глен принял участие всего в 47 играх, большую часть времени проводя в фарм-клубах. В начале 2015 года Вашингтон отказался от его услуг и он конец сезона провёл в «Вэллей Вайперс». В профессионалах Райс получил репутацию данкера и в 2013 году принимал участие в конкурсе по броскам сверху Лиги развития. В 2014 году он стал самым ценным игроком Летней лиги НБА.

## Ранние годы
Глен Райс младший родился 1 января 1991 года в семье Трейси Старвуд и бывшего баскетболиста НБА Глена Райса. В 2008 году, на третьем году обучения в старшей школе, Райс был назван игроком года округа Кобб газетой Marietta Daily Journal, а также был включён в третью сборную всех звёзд штата по версии Atlanta Journal-Constitution. На момент подписания «Письма о намерениях» Райс считался одним из самых перспективных школьников, чьи способности ещё не до конца раскрылись. Уже в следующем году он был включён газетой Atlanta Journal-Constitution во вторую сборную штата и в первую Ассоциацией спортивных журналистов Джорджии.
По окончании обучения в школе он считался 13, 32 и 35 лучшим атакующим защитником среди старшеклассников по версиям Rivals.com, Scout.com и ESPN соответственно. Однако университет Мичигана, в котором учился его отец, не захотел брать его в свою баскетбольную команду и он решил поступить в Технологический институт Джорджии. Кроме него в Джорджию в этом году также пришёл будущий игрок НБА Деррик Фейворс и, по мнению специалистов, набор новых игроков Джорджии 2009 года являлся 21 по силе в стране.
В биографии Глена Райса, опубликованной на сайте университета, говорилось, что в 2009 году он привёл свою школьную баскетбольную команду к титулу чемпиона штата, однако, согласно Ассоциации старших школ Джорджии, его школа в том году не выиграла ни одного чемпионского титула. Газета Atlanta Journal-Constitution также подтвердила, что его школа проиграла во втором раунде чемпионата уровня AAAAA.

## Технологический университет Джорджии
Свой первый сезон в составе университетской команды Технологического университета Джорджии «Джорджия Тек Йеллоу Джекетс» Райс начал как запасной игрок, однако в чемпионате 2009/10 годов вышел на площадку во всех кроме одной игры, а в последних 11 стал уже игроком стартовой пятёрки. Он шесть раз набирал 10 или более очков за игру, включая матч второго раунда мужского баскетбольного турнира первого дивизиона NCAA 2010 года против «Огайо Стэйт». А 2 марта 2010 года в игр против «Клемсона» он установил личные рекорды по количеству набранных очков (17), сделанных подборов (8) и передач (4). За свои достижения он был выбран во все-академическую сборную конференции ACC. И, хотя он стал одним из четырёх новичков, получивших хотя бы одно первое место в голосовании на титул новичка года конференции ACC, его не выбрали даже в сборную новичков конференции.
На втором году обучения Райс вышел в стартовом составе в 23 из 31 игры. В шести матчах смог набрать 20 или более очков (причём один раз это были две игры подряд — 16 и 19 января), однако в трёх он за более чем 10 минут на паркете не набирал ни одного очка. По итогам сезона он стал вторым игроком команды по минутам, проведённых на площадке, очкам, подборам, передачам и перехватам. Он занял 17 место в конференции по набранным очкам и 6 по перехватам. Однако Глен не отличался дисциплиной, поэтому главный тренер «Йеллоу Джекетс» Пол Хьюит отстранил его от участия в пяти последних матчах сезона.
Райс также пропустил первый три игры сезона 2011/12 годов за нарушение правил команды. Его возвращение на площадку состоялось 18 ноября 2011 года в роли шестого игрока команды. Однако вскоре он вернулся в стартовый состав. 3 декабря он вышел с первых минут на площадку против «Тулейн Грин Вейв» и в матче он сделал свой первый дабл-дабл в сезоне, а также 4 блок-шота. 19 декабря в матче против Алабамы A&M он набрал 21 очко и сделал 10 подборов, оформив второй дабл-дабл в сезоне. Согласно правилам ACC, в общую статистику чемпионата включаются только те игроки, которые провели в своей команде 75 или более процентов матчей. И из-за пропущенных трёх матчей Райс лишь 22 декабря попал в статистику конференции, где сразу же стал одним из лидеров по набранным очкам, подборам, блок-шотам и перехватам. Однако кроме хороших матчей, у него были также и провальные. Так, 29 декабря в игре против Фордема Глен не набрал ни одного очка. Но уже 7 января в матче против Дьюка он набрал 29 очков, повторив свой рекорд результативности. 29 января Райс травмировал большой палец на ноге из-за чего в начале февраля был вынужден наблюдать матчи со скамейки запасных. Вылечив травму он вернулся на паркет и провёл ещё три игры перед тем, как его опять отстранили от участия в матчах в связи с событиями, не связанными с баскетболом. Тренер Грегори отстранил его 13 марта за вождение в состоянии алкогольного опьянения и хранении незарегистрированного оружия. После этого происшествия и отстранения Райса от игр стали ходить слухи о его переходе в другой университет и, по мнению CBS Sports, его потенциальный переход был одним из 20 лучших в стране.

## Профессиональная карьера

### Рио-Гранде Вэллей Вайперс
2 ноября 2012 года Райс был выбран на драфте Лиги развития НБА в четвёртом раунде клубом «Рио-Гранде Вэллей Вайперс». За свою первую профессиональную команду он дебютировал 23 ноября в первой игре сезона. В начале сезона Глен получал не очень много игрового времени, появившись на площадке в первых 22 играх всего на 147 минут. 4 февраля Райс в игре против «Спрингфилд Армор» установил свой рекорд результативности, набрав 25 очков и сделав 15 подборов. Уже в дебюте своей профессиональной карьеры он показал себя как хороший данкер и был приглашён принять участие в конкурсе по броскам сверху Д-Лиги во время звёздного уик-энда 2013 года. В конце сезона Райс стал получать больше игрового времени и 16 последних игр чемпионата (включая три в серии плей-офф) выходил в стартовом составе. В плей-офф Райс в среднем за игру набирал 25 очков и делал 9,5 подбора, 4,3 передачи, 2 блок-шота и 2 перехвата, а в финальной серии набирал по 29 очков за игру и делал 11,5 подбора, 4 передачи, 3 перехвата и 3,5 блок-шота. Благодаря такой хорошей игре, Райс был включён во вторую сборную новичков Д-Лиги.

### Драфт НБА 2013 года
По окончании сезона Д-Лиги Райса стали считать одной из «тёмных лошадок» предстоящего драфта НБА. Его выступление в профессионалах позволили ему рассчитывать, не только на то, что его выберут на драфте, а на выбор в районе конца первого раунда. Он стал одним из 60 игроков, приглашённых принять участие в «Комбайне» НБА. 27 июня 2013 года Райс был выбран на драфте НБА 2013 года во втором раунде под общим 35 номером клубом «Филадельфия Севенти Сиксерс». Таким образом, Глен Райс стал четвёртым игроком Д-Лиги, выбранным на драфте НБА, а его 35 номер выбора на тот момент стал самым лучшим среди остальных игроков. В 2014 году, выбранный в первом раунде драфта Пи Джей Харисон, превзошёл достижение Райса. Однако «Сиксерс» ещё в день драфта обменяли Глена на 38 и 54 номера драфта — Нейта Уолтерса и Арсалана Каземи.

### Вашингтон Уизардс
8 июля 2013 года Райс подписал контракт с «Вашингтон Уизардс», после чего принял участие в Летней лиге НБА 2013 года. Во время выступлений в лиге его броски сверху дважды признавались «лучшими данками дня» (14 и 19 июля). Глен Райс дебютировал в НБА 12 ноября 2013 года в игре против «Даллас Маверикс». В этой игре он вышел на последних минутах матча, совершил всего один трёхочковый бросок и сделал один подбор. «Уизардс» же потерпели пятое поражение в семи матчах и после игры главный тренер команды Рэнди Уиттман заявил, что будет менять стартовый состав. Уже в следующем матче против «Сан-Антонио Спёрс» Райс отыграл 13 минут, сделав 3 подбора и перехват. 9 декабря из-за травмы Брэдли Била Уитман был вынужден выпустить Райса в стартовом составе. В игре против «Денвер Наггетс» Глен набрал 7 очков, сделал 3 подбора и 3 перехвата. Однако 16 декабря Райс сломал запястье и был вынужден пропустить от 3 до 6 недель.
20 января 2014 года, на период восстановления после травмы, Райс был переведён в фарм-клуб «Айова Энерджи», выступающей в Лиге развития НБА. Но уже после трёх игр в Д-Лиги, в которых Глен в среднем за игру набирал по 24,3 очка и делал 10,3 подбора, 2,7 блок-шота и 2 перехвата, 28 января Райс был призван в основную команду. 27 февраля баскетболиста вновь отправили в «Айову Энерджи», откуда он вернулся в «Уизардс» 5 апреля.
По окончании сезона 2013 года у «Уизардс» остались права на однолетний контракт с Райсом, согласно которому его зарплата в следующем сезоне должна была составить 816 000 долларов. Глен принял участие в Летней лиге НБА 2014 года, где в среднем за игру он набирал 25 очков, став самым результативным игроком турнира. Он был включён в первую сборную Летней лиги, а также был назван самым ценным игроком лиги. Одним из самых запоминающихся моментов Летней лиги с его участием стал трёхочковый бросок в четвертьфинальной игре во втором овертайме, которым ему удалось сравнять счёт. Однако в межсезонье «Уизардс» усилились ветераном Полом Пирсом, что означало, что два запасных лёгких форварда Райс и Терри Портер будут получать меньше игрового времени. 4 ноября в игре против «Нью-Йорк Никс» Райс оказался в центре инцидента с Джей Ар Смитом, который ударил Глена из-за того, что тот сфолил на нём. 20 ноября «Уизардс» перевели Райса в свой фарм-клуб «Форт-Уэйн Мэд Энтс», а 7 января 2015 года отчислили баскетболиста из своего состава.

### «Рио-Гранде Вэллей Вайперс» и низшие лиги
12 января 2015 года Райс вернулся в свой первый клуб, подписав контракт с «Рио-Гранде Вэллей Вайперс». Обозреватели отмечали, что в новой команде он продолжил прогрессировать, как и в Айове и в Форте-Уэйне, и в 37 матчах за клуб Райс в среднем за игру набирал 17,5 очка и делал 5,3 подбора.
В июле 2015 года Райс принял участие в Летней лиге НБА, в Орландо в составе «Орландо Мэджик Уайт», и в Лас-Вегасе, в составе «Хьюстон Рокетс». В Орландо он принял участие всего в 3 матчах, в среднем за игру набирая по 6,7 очка. В Хьюстоне же он стал одним из самых результативных игроков команды, набирая в среднем за игру 19 очков и реализуя броски в 41 % случаях. Однако аналитики скептически отнеслись к его шансам подписать контракт с «Рокетс».
20 января 2016 года Райс заключил контракт с командой «Джорджия Спартанс», выступающей в полупрофессиональной лиге Всемирная баскетбольная ассоциация.

## Характеристика игрока
Аналитики отмечали, что Глен может поражать кольцо с любых дистанций, хотя в 2015 году более сфокусировался на проходы под кольцо, обладает огромным атлетизмом и способностью взять игру на себя.

## Личная жизнь
Глен Райс младший является сыном Трейси Старвуд и баскетболиста Глена Райса — самого результативного игрока в истории Мичиганского университета, приведшего «Вулверинс» к чемпионскому титулу в 1989 году, а позже выступавшего в НБА. У него есть также младший брат Джимитри Райс.
25 октября 2015 года Райс стал участником драки в одном из ресторанов Атланты, в результате которой получил пулевое ранение в ногу. После чего он попытался уехать с места происшествия, однако его остановила полиция и доставила в больницу. В результате осмотра машины в ней был найден украденный пистолет и 240,4 грамма марихуаны.
В декабре 2015 года Райс снялся в восьмом сезоне телесериала «Настоящие домохозяйки Атланты».
28 июля 2016 года Райс был арестован по обвинению в нападении и ограблении бывшего игрока Тулейнского университета Джордана Кэлахана.

## Статистика

### Статистика в НБА
| Сезон                                                                                    | Команда   | Регулярный сезон | Регулярный сезон | Регулярный сезон | Регулярный сезон | Регулярный сезон | Регулярный сезон | Регулярный сезон | Регулярный сезон | Регулярный сезон | Регулярный сезон | Регулярный сезон | Серия плей-офф | Серия плей-офф | Серия плей-офф | Серия плей-офф | Серия плей-офф | Серия плей-офф | Серия плей-офф | Серия плей-офф | Серия плей-офф | Серия плей-офф | Серия плей-офф |
| Сезон                                                                                    | Команда   | GP               | GS               | MPG              | FG%              | 3P%              | FT%              | RPG              | APG              | SPG              | BPG              | PPG              | GP             | GS             | MPG            | FG%            | 3P%            | FT%            | RPG            | APG            | SPG            | BPG            | PPG            |
| ---------------------------------------------------------------------------------------- | --------- | ---------------- | ---------------- | ---------------- | ---------------- | ---------------- | ---------------- | ---------------- | ---------------- | ---------------- | ---------------- | ---------------- | -------------- | -------------- | -------------- | -------------- | -------------- | -------------- | -------------- | -------------- | -------------- | -------------- | -------------- |
| 2013/14                                                                                  | Вашингтон | 11               | 1                | 9,9              | 29,7             | 29,4             | 71,4             | 1,8              | 0,6              | 0,5              | 0,1              | 2,9              | Не участвовал  | Не участвовал  | Не участвовал  | Не участвовал  | Не участвовал  | Не участвовал  | Не участвовал  | Не участвовал  | Не участвовал  | Не участвовал  | Не участвовал  |
| 2014/15                                                                                  | Вашингтон | 5                | 0                | 8,5              | 20,0             | 14,3             | 66,7             | 0,8              | 0,4              | 0,0              | 0,0              | 2,2              | Не участвовал  | Не участвовал  | Не участвовал  | Не участвовал  | Не участвовал  | Не участвовал  | Не участвовал  | Не участвовал  | Не участвовал  | Не участвовал  | Не участвовал  |
|                                                                                          | Всего     | 16               | 1                | 9,5              | 26,9             | 25,0             | 69,2             | 1,5              | 0,6              | 0,4              | 0,1              | 2,7              | Не участвовал  | Не участвовал  | Не участвовал  | Не участвовал  | Не участвовал  | Не участвовал  | Не участвовал  | Не участвовал  | Не участвовал  | Не участвовал  | Не участвовал  |
| Наведите курсор мыши на аббревиатуры в заголовке таблицы, чтобы прочесть их расшифровку. |           |                  |                  |                  |                  |                  |                  |                  |                  |                  |                  |                  |                |                |                |                |                |                |                |                |                |                |                |

### Статистика в Джи-Лиге
| Сезон                                                                                    | Команда                   | Регулярный сезон | Регулярный сезон | Регулярный сезон | Регулярный сезон | Регулярный сезон | Регулярный сезон | Регулярный сезон | Регулярный сезон | Регулярный сезон | Регулярный сезон | Регулярный сезон | Серия плей-офф | Серия плей-офф | Серия плей-офф | Серия плей-офф | Серия плей-офф | Серия плей-офф | Серия плей-офф | Серия плей-офф | Серия плей-офф | Серия плей-офф | Серия плей-офф |
| Сезон                                                                                    | Команда                   | GP               | GS               | MPG              | FG%              | 3P%              | FT%              | RPG              | APG              | SPG              | BPG              | PPG              | GP             | GS             | MPG            | FG%            | 3P%            | FT%            | RPG            | APG            | SPG            | BPG            | PPG            |
| ---------------------------------------------------------------------------------------- | ------------------------- | ---------------- | ---------------- | ---------------- | ---------------- | ---------------- | ---------------- | ---------------- | ---------------- | ---------------- | ---------------- | ---------------- | -------------- | -------------- | -------------- | -------------- | -------------- | -------------- | -------------- | -------------- | -------------- | -------------- | -------------- |
| 2012/13                                                                                  | Рио-Гранде Вэллей Вайперс | 42               | 25               | 23,7             | 49,1             | 38,5             | 75,2             | 6,2              | 1,9              | 0,9              | 0,7              | 13,0             | 6              | 6              | 39,1           | 47,3           | 35,8           | 69,2           | 9,5            | 4,3            | 2,0            | 2,0            | 25,0           |
| 2013/14                                                                                  | Айова Энерджи             | 19               | 19               | 28,0             | 46,4             | 35,1             | 80,5             | 6,2              | 1,9              | 1,7              | 0,8              | 17,2             | Не участвовал  | Не участвовал  | Не участвовал  | Не участвовал  | Не участвовал  | Не участвовал  | Не участвовал  | Не участвовал  | Не участвовал  | Не участвовал  | Не участвовал  |
| 2014/15                                                                                  | Форт-Уэйн Мэд Энтс        | 14               | 1                | 23,7             | 49,2             | 35,9             | 72,0             | 3,3              | 2,4              | 0,9              | 0,4              | 12,7             | Не участвовал  | Не участвовал  | Не участвовал  | Не участвовал  | Не участвовал  | Не участвовал  | Не участвовал  | Не участвовал  | Не участвовал  | Не участвовал  | Не участвовал  |
| 2014/15                                                                                  | Рио-Гранде Вэллей Вайперс | 23               | 13               | 29,4             | 40,1             | 30,3             | 77,5             | 6,1              | 4,0              | 1,8              | 0,5              | 20,5             | Не участвовал  | Не участвовал  | Не участвовал  | Не участвовал  | Не участвовал  | Не участвовал  | Не участвовал  | Не участвовал  | Не участвовал  | Не участвовал  | Не участвовал  |
|                                                                                          | Всего                     | 98               | 58               | 25,9             | 45,5             | 34,6             | 76,7             | 5,8              | 2,4              | 1,3              | 0,7              | 15,5             | 6              | 6              | 39,1           | 47,3           | 35,8           | 69,2           | 9,5            | 4,3            | 2,0            | 2,0            | 25,0           |
| Наведите курсор мыши на аббревиатуры в заголовке таблицы, чтобы прочесть их расшифровку. |                           |                  |                  |                  |                  |                  |                  |                  |                  |                  |                  |                  |                |                |                |                |                |                |                |                |                |                |                |

### Статистика в NCAA
| Сезон | Команда      | Conf  | Class | GP | GS | MPG  | FG%  | 3P%  | FT%  | RPG | APG | SPG | BPG | PPG  |
| --- | ------------ | ----- | ----- | -- | -- | ---- | ---- | ---- | ---- | --- | --- | --- | --- | ---- |
| 2009/10 | Джорджия Тек | ACC   | FR    | 35 | 11 | 18,4 | 43,9 | 46,7 | 55,8 | 3,1 | 1,7 | 1,1 | 0,5 | 5,4  |
| 2010/11 | Джорджия Тек | ACC   | SO    | 31 | 23 | 28,5 | 41,8 | 30,2 | 63,7 | 5,6 | 2,5 | 1,5 | 0,4 | 12,8 |
| 2011/12 | Джорджия Тек | ACC   | JR    | 21 | 10 | 29,9 | 45,7 | 33,3 | 60,6 | 6,7 | 2,3 | 1,3 | 0,9 | 13,0 |
| Всего | Всего        | Всего | Всего | 87 | 44 | 24,8 | 43,5 | 34,6 | 61,1 | 4,8 | 2,1 | 1,3 | 0,5 | 9,9  |
| Наведите курсор мыши на аббревиатуры в заголовке таблицы, чтобы прочесть их расшифровку Статистика приведена с сайта sports-reference.com |              |       |       |    |    |      |      |      |      |     |     |     |     |      |